# Einbeck
Einbeck (in basso tedesco Aimbeck) è una città della Bassa Sassonia, in Germania. Già capoluogo dell'omonimo circondario, dal 1974 appartiene al circondario (Landkreis) di Northeim (targa NOM). Einbeck possiede lo status di "Comune indipendente" (Selbständige Gemeinde).
Comprende le seguenti frazioni (Ortschaft): Ahlshausen-Sievershausen, Andershausen, Avendshausen, Bartshausen, Bentierode, Beulshausen, Billerbeck, Bruchhof, Brunsen, Buensen, Dassensen, Dörrigsen, Drüber, Edemissen, Erzhausen, Garlebsen, Greene, Haieshausen, Hallensen, Holtensen, Holtershausen, Hullersen, Iber, Immensen, Ippensen, Kohnsen, Kreiensen, Kuventhal, Naensen, Negenborn, Odagsen, Olxheim, Opperhausen, Orxhausen, Rengershausen, Rimmerode, Rittierode, Rotenkirchen, Salzderhelden, Strodthagen, Stroit, Sülbeck, Vardeilsen, Vogelbeck, Voldagsen, Volksen e Wenzen.

## Storia
Il 1º gennaio 2013 alla città di Einbeck venne aggregato il comune di Kreiensen.